# جيرار لامي
جيرار لامي هو سياسي كندي، ولد في 2 مايو 1919 في شاوينيغان في كندا، وتوفي في 26 أكتوبر 2016 في تروا ريفيير في كندا. حزبياً، نشط في Social Credit Party of Canada ‏. وقد انتخب عضو مجلس العموم الكندي.